# Abdulkader Dakka
Abdulkader Dakka (en árabe: عبد القادر دكة‎; Latakia, Siria; 10 de enero de 1985) es un futbolista de Siria que juega en la posición de defensa central con el Afrin SC de la Liga Premier de Siria.

## Carrera

### Club
| Periodo   | Club              |
| --------- | ----------------- |
| 2003–2008 | Tishreen SC       |
| 2008      | Al Ansar Beirut   |
| 2008–2011 | Al-Ittihad Aleppo |
| 2011      | Shanghai Shenhua  |
| 2011–2012 | Al-Ittihad Aleppo |
| 2012      | Al-Sinaa SC       |
| 2013–2014 | Al-Shorta Damasco |
| 2014–2016 | Al-Wahda Damasco  |
| 2016-2017 | Al-Ittihad Aleppo |
| 2017-2018 | Tishreen SC       |
| 2018-2020 | Al-Wahda Damasco  |
| 2020-     | Afrin SC          |

### Selección nacional
Jugó para Siria en 41 ocasiones de 2005 a 2013; participó en la Copa Mundial de Fútbol Sub-20 de 2005, los Juegos Asiáticos de 2006 y en la Copa Asiática 2011.

## Logros
- Copa de Siria (4): 2011, 2015, 2016, 2020
- Supercopa de Siria (2): 2016, 2020
- Copa AFC (1): 2010[9]